# Botschaft von Benin in Brüssel
Die Botschaft von Benin in Brüssel ist eine ehemalige Botschaft von Benin in Brüssel. Sie war zuständig für die Länder Belgien, die Niederlande und Luxemburg, die sogenannten Beneluxstaaten. Außerdem war sie die Ständige Mission für den Internationalen Gerichtshof in den Haag, den Internationalen Strafgerichtshof, die Organisation für das Verbot chemischer Waffen, Weltzollorganisation, die Organisation Afrikanischer, Karibischer und Pazifischer Staaten, Vertrag über die Energiecharta, Common Fund for Commodities und den Ständigen Schiedshof. Die Botschaft schloss auf den 1. August 2020 ihre konsularische Aktivitäten. Stattdessen wurden die konsularischen Aufgaben von den Honorarkonsulen in Lüttich, in Den Haag oder der Benininschen Botschaft in Paris übernommen. Am 3. Dezember 2020 hat die Botschaft mitgeteilt, dass sie ihre restlichen diplomatischen Aktivitäten eingestellt hat.